# 2007年日本週末電影票房冠軍列表
以下列表為2007年日本週末的電影票房冠軍。
- 1月：來自硫磺島的信 | 愛之流刑地 | 神鬼無間 | 多羅羅
- 2月：多羅羅 | 多羅羅 | 多羅羅 | 夢幻女郎
- 3月：成吉思汗：征服到地與海的盡頭 | 大雄的新魔界大冒險~7人的魔法使者~ | 博物館驚魂夜 | 博物館驚魂夜
- 4月：博物館驚魂夜 | 博物館驚魂夜 | 東京鐵塔：我的母親父親 | 名偵探柯南：紺碧之棺 |
- 5月：蜘蛛人3 | 蜘蛛人3 | 蜘蛛人3 | 加勒比海盗3：世界的尽头
- 6月：加勒比海盗3：世界的尽头 | 加勒比海盗3：世界的尽头 | 加勒比海盗3：世界的尽头 | 加勒比海盗3：世界的尽头
- 7月：終極警探4.0神奇寶貝劇場版：決戰時空之塔 帝牙盧卡VS帕路奇犽VS達克萊伊Template:哈利·波特与凤凰社
- 8月：變形金剛 (2007年電影)十三罗汉
- 9月：福音戰士新劇場版：序
- 10月：HERO热血高校
- 11月：惡靈古堡3：大滅絕恋空永遠的三丁目的夕陽2
- 12月：永遠的三丁目的夕陽2 | 柴犬奇蹟物語 | 我是傳奇